# Guarigione dell'emorroissa

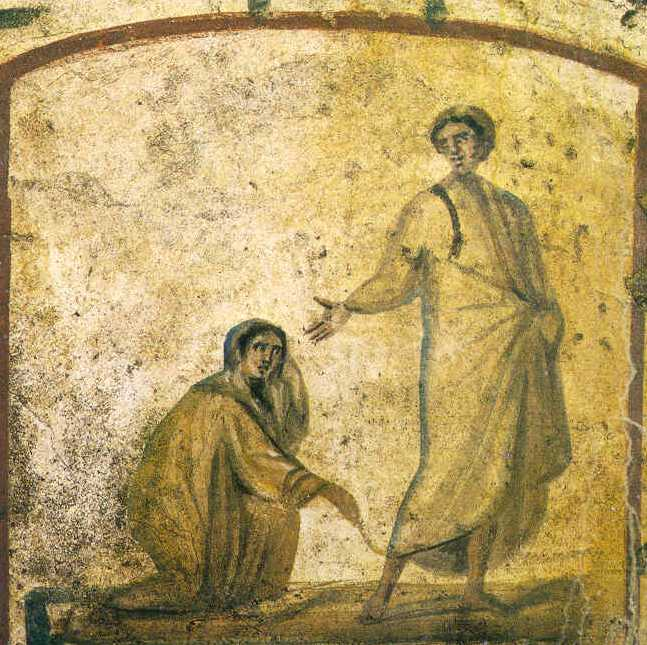
La guarigione dell'emorroissa in un affresco delle catacombe di Roma

La guarigione dell’emorroissa è un miracolo di Gesù descritto nei Vangeli sinottici (Matteo 9,20-22; Marco 5,25-34; Luca 8,43-48). Esso è collegato a un altro miracolo, quello della risurrezione della figlia di Giairo.

## Racconto
Mentre Gesù si recava a casa di Giairo, capo della sinagoga, per guarirne la figlia ammalata, la folla si accalcò attorno a lui. Una donna, che soffriva di emorragia da dodici anni e aveva consultato inutilmente molti medici, gli si avvicinò alle spalle, toccò il suo mantello e guarì all’istante. Gesù domandò chi lo avesse toccato; tutti negavano, ma alla sua insistenza si fece avanti una donna tremante, che dopo avere dichiarato davanti a tutti il motivo per cui l’aveva toccato, comunicò che era guarita. Gesù le disse: “la tua fede ti ha salvata, vai in pace”.

## Interpretazione
Una persona affetta da emorragia era considerata impura e per questo motivo la donna toccò Gesù cercando di non essere vista. Gesù la fece venire allo scoperto non per svergognarla, ma perché tutti ascoltassero la sua storia, in modo da lodare la sua fede e reintegrarla nella comunità: inoltre fece ciò che i medici non erano riusciti a fare. La fede è nell'episodio il mezzo per attingere da Dio la forza risanatrice e superare le forze negative che sminuiscono la vita di ciascuno.
Il nome dell'emorroissa non viene fatto in nessuno dei tre Vangeli: secondo alcuni biblisti, si tratterebbe di Santa Veronica. Negli Atti di Pilato infatti la donna guarita da Gesù porta questo nome.